# Аристид (художник)
Вижте пояснителната страница за други личности с името Аристид.
Аристид Младши (II) (на старогръцки: Ἀριστείδης) е древногръцки художник през втората половина на 4 век пр.н.е. в Тива.
Според Плиний Стари той е син и ученик на Никомах и внук или правнук на Аристид Старши (I). Съвременник е на Апелес. Нарисувал картината: „Битка с персите“.